# باول ميرفي (سياسي)
باول ميرفي (بالإنجليزية: Paul Murphy)‏ هو سياسي أيرلندي، ولد في 13 أبريل 1983 في دبلن في جمهورية أيرلندا. حزبياً، نشط في الحزب الاشتراكي ‏. في 2014 Dublin South-West by-election ‏، انتخب نائب دييل عن دائرة دبلن الجنوبية الغربية ‏ وقد انضم خلال فترته النيابية ‏ (11 أكتوبر 2014 – 3 فبراير 2016)  للكتلة البرلمانية Solidarity (Ireland) ‏ وفي 2016 Irish general election ‏، انتخب نائب دييل عن دائرة دبلن الجنوبية الغربية ‏ وقد انضم خلال فترته النيابية ‏ (10 مارس 2016 – )  للكتلة البرلمانية People Before Profit–Solidarity ‏ وانتخب عضو في البرلمان الأوروبي عن دائرة دبلن ‏ لترشحه ضمن   قائمة الحزب الاشتراكي ‏، وقد انضم خلال فترته النيابية (6 أبريل 2011 – 1 يوليو 2014)  للكتلة البرلمانية اليسار المتحد الأوروبي-اليسار الأخضر النوردي.

## وصلات خارجية
- الموقع الرسمي